# 內斯特靈岩
內斯特靈岩（英語：Nestling Rock），是南極洲的岩石，位於維多利亞地的博克格雷溫克海岸，處於阿代爾半島北部以東，由新西蘭南極名稱諮詢委員會命名，現時由南極條約體系管理。